# Національна дорога 17 (Польща)
Національна дорога 17 — національна дорога класу GP (головний рух) і класу S у східній частині Польщі, що проходить меридіонально від східних кордонів Варшави (біля Старої Мілосни та Закрента) до польського — Перетин українського кордону в Гребенному через Мазовецьке та Люблінське воєводства. Називається Люблінське шосе (пол. Szosą Lubelską). Він також з'єднує Варшавську та Люблінську агломерації. Довжина близько 306 км.
Повністю польська частина європейської траси E372, створеної у 1996 році.
На ділянці від розв'язки Курів-захід до розв'язки Пяски-схід (71 км) пролягає вздовж швидкісної дороги S12, з якою утворює головну транспортну вісь Люблінського воєводства.

## Швидкісна дорога S17
У перспективі роль дороги державного значення № 17 відіграє швидкісна траса S17.

## Міста розташовані на дорозі 17
- Варшава (передмістя Закрент)
- Вйонзовна — кільцева дорога
- Отвоцьк (Вулька Младска)
- Острув — кільцева дорога S17
- Колбель — кільцева дорога S17
- Гарволін — об'їзд швидкісної дороги S17
- Ґоньчиці — об'їзд швидкісної дороги (S17)
- Рики — кільцева дорога S17
- Жижин
- Люблін — кільцева дорога (S12, S17, S19)
- Свідник — кільцева дорога S12, S17
- Пяски — об'їзд (швидкісна дорога S12 та S17)
- Файславиці
- Красностав — кільцева дорога
- Ізбиця
- Замостя — Гетьманська кільцева дорога
- Лабуне
- Криниці
- Тарнаватка
- Томашів — кільцева дорога S17
- Белжець
- Любича Крулевська
- Гребенне — кільцева дорога